# Thorbjörn Englund
Thorbjörn "Thobbe" Englund es un multiinstrumentista, compositor, ingeniero de sonido, productor musical y cantante sueco. Reconocido por ser el guitarrista de banda de heavy metal Sabaton entre 2012 y 2016 y de nuevo a partir de 2024. Desde 2006 también ha estado activo como solista. Su banda solista también se llama Thobbe Englund.

## Vida y carrera

### Hasta Winterlong
Englund nació en Luleå (Suecia), creció en Haparanda (Suecia) y Lappträsk (Finlandia), y tiene antepasados finlandeses. Cuando tenía seis años, le regalaron un pequeño teclado Casio. Posteriormente practicó la guitarra durante ocho horas al día. Como su mayor influencia como guitarrista, Englund cita principalmente a Yngwie Malmsteen, así como Ritchie Blackmore, Joe Satriani, Kee Marcello y Gary Moore. Empezó a gana reconocimiento a través de su trabajo con la banda Winterlong, en la que fue guitarrista principal, bajista y, desde 2006, también cantante. El proyecto publicó entre 2001 y 2006 un total de cuatro álbumes. En el mismo año apareció su álbum debut como solista, Influences, aunque, según su propio comunicado, las grabaciones de Winterlong desde el segundo álbum deben considerarse proyectos en solitario.

## Desde Raubtier
De 2009 a 2010 fue el bajista de la banda de power metal Raubtier, en la que canta y toca la guitarra Pär Hulkoff, quien también estuvo involucrado con Winterlong por un corto tiempo. Debido a que los dos guitarristas de Sabaton querían dejar la banda en 2012, el bajista del grupo, Pär Sundström, llamó a Pär Hulkoff con la intención de integrarlo como guitarrista de Sabaton, pero Hulkoff rechazó la oferta debido a su propia banda. Un poco más tarde llamó a Sundström para recomendarle Englund y darle su número. Después de conocer a Joakim Brodén y Sundström en Estocolmo, Englund se convirtió en parte de la banda. Hasta que se fue en 2016, grabó los dos últimos álbumes de estudio de la banda, en los que fue coautor de tres piezas. También asumió la voz principal en The Last Stand para la versión de All Guns Blazing. Englund comentó sobre su salida de la siguiente manera:

Hay una cosa en la que realmente creo y es que siempre debes seguir tu corazón. A lo largo de los años he encontrado lo que me hace realmente feliz y satisfecho y por eso ahora quiero seguir más mi propia creatividad y combinar esto con una vida algo más tranquila en la que no tengo que recorrer el mundo a la velocidad de la luz durante todo el año.

Después de su salida, fue reemplazado por Tommy Johanson.
En 2015 apareció como músico invitado con Orphan Gypsy en el Wacken Open Air y tocó Wasted Years de Iron Maiden junto con la banda. Englund también fue miembro de las bandas Pavlovian Dogs, Endomorph y Star Queen. Toca la guitarra rítmica en vivo con Bloodbound desde 2017. Grabó todos los instrumentos él mismo en los álbumes en solitario From the Wilderness y Before the Storm, lanzados en 2015 y 2016. Englund suele incorporar piezas instrumentales a sus álbumes. From the Wilderness fue, además del instinto de bonus track, puramente instrumental. Toca en la banda The Last Heroes con Tommy Johansson, Hannes Van Dahl y Chris Rörland. Su hijo nació el 8 de enero de 2019.
En 2024, la cuenta oficial de Twitter de Sabaton anunció el regreso de Englund como guitarrista.